# 納德羅西夫卡
49°31′41″N 29°58′27″E / 49.52806°N 29.97417°E
納德羅西夫卡（烏克蘭語：Надросівка）是位於烏克蘭北部的村莊，由基辅州白采爾克瓦區的沃洛達爾卡市鎮負責管轄。該村面積1.35平方公里，海拔高度181米，2001年人口462，人口密度每平方公里341.2人。